# Chassalia bipindensis
Espèce
Chassalia bipindensis est une espèce de plantes herbacées de la famille des Rubiaceae et du genre Chassalia, endémique du Cameroun.  

## Étymologie
Son épithète spécifique bipindensis fait référence à la localité de Bipindi, au sud du Cameroun, où elle a été découverte.